# クイーンズブレイド グリムワール
『クイーンズブレイド グリムワール』 (Queen's Blade grimoire) とは、『クイーンズブレイド リベリオン』の続編、『クイーンズブレイド』シリーズ第3作目に当たる。

## 概要
クイーンズブレイド グリムワールは、『ロストワールド』シリーズのバリエーションとなるゲームブック。ゲームブックとしての構成・装丁は前作クイーンズブレイド リベリオンと同様。今までのシリーズとは違い別の世界メルフェアランドでクイーンズブレイドは行われており、世界観、キャラクターは御伽噺や日本昔話をモチーフとしている。前作、前々作のキャラと違い、一人のキャラに一つ何かしら特殊能力を有している。またキャラクターの関係図は付いていない。

## ストーリー
レイナやアンネロッテ達が元いた世界とは別の世界。そこは永遠の夏を迎えている、メルフェアランドと呼ばれていた。しかし、突如として現れた「冬の魔王」が平和を脅かし始める。メルフェアランドを統治する「裸の女王様」は、魔王を阻止する為闘技会「クイーンズブレイド」を開催。そして、ある者は元にいた世界に帰るため、ある者は宿敵を打倒するため、ある者は魔王を倒す剣「クイーンズブレイド」を入手するため、各々がそれぞれの目的を果たすため集まるのだった。

## 刊行データ
第1シリーズ（2012年11月24日刊行）
- 不思議の国の闇使い アリシア ISBN 4798605093
- 赤頭巾の魔狩人 ザラ ISBN 4798605107

第2シリーズ（2013年6月30日刊行）
- 人魚姫ティーナ ISBN 4798606162

第3シリーズ（2013年7月20日刊行）
- 黄金の戦斧 ゴールディー ISBN 4798606383

第4シリーズ（2014年1月31日刊行）
- 魔女討ちの菓子職人 グレーテル ISBN 4798607436

第5シリーズ（2014年4月29日刊行）
- 魔装剣姫 カグヤ ISBN 479860805X

第6シリーズ（2014年12月27日刊行）
- 妖猿の屍術師 セイテン ISBN 4798609390

第7シリーズ（2015年6月26日刊行）
- ハーレムの笛吹き デスピナ ISBN 4798610348

第8シリーズ（2016年1月29日刊行）
- 鏡の魔術姫スノーホワイト  ISBN 4798611573

第9シリーズ（2016年9月28日刊行）
- 冬の魔王　シンデレラ ISBN 4798612960

## キャラクター

### 不思議の国の闇使い アリシア
身長：160cm。スリーサイズ：B85:W55:H82。
職業：魔法剣士
武器：リデルの長剣
能力：闇の力を操る
好きなもの：紅茶
嫌いなもの：曲がったこと
character created by 深崎暮人

### 赤頭巾の魔狩人 ザラ
身長：165cm。スリーサイズ：B90:W57:H86。
職業：魔狩人
武器：ファングベイン
能力：異常な程の再生能力
好きなもの：酒
嫌いなもの：甘いもの
character created by 誉

### 魔装剣姫 カグヤ
身長：156cm。スリーサイズ：B87:W54:H83。
職業：魔装遣い
魔装一覧：龍の首を断つ刀(武器)、仏の御石の鉢(頭)、火鼠の手甲(手)、燕の巣の脛当て(脚)、蓬莱の弾の靴(足)
能力：どんな魔装も瞬時に使いこなすことができる
好きなもの：貴重な宝物
嫌いなもの：たけのこ
character created by saitom

### 人魚姫ティーナ
身長：163cm。スリーサイズ：B92:W58:H85。
職業：海底の姫
武器：水のオーブ
能力：水の力を操る
好きなもの：歌
嫌いなもの：乾燥
character created by えぃわ

### 黄金の戦斧ゴールディー
身長：164cm。スリーサイズ：B95:W58:H87。
職業：レンジャー
武器：黄金の戦斧
能力：動物を手なづける
好きなもの：熊
嫌いなもの：大きすぎたり小さすぎたりするもの
character created by F.S

### 魔女討ちの菓子職人グレーテル
身長：159cm。スリーサイズ：B84:W56:H84。
職業：菓子職人
武器：キャンディースティック
能力：お菓子で物品や構築物を生成する
好きなもの：お菓子(グレーテル)、戦いと女(ヘンゼル)
嫌いなもの：真面目でない人(グレーテル)、真面目なヤツ(ヘンゼル)
character created by かんたか

### 妖猿の屍術師 セイテン
身長：162cm。スリーサイズ：B97:W59:H89。
職業：ネクロマンサー
武器：ニョイの杖
能力：死体をアンデッドとして蘇らせる
好きなもの：美味いもの、強い敵
嫌いなもの：退屈
character created by 葵渚

### 鏡の魔術姫　スノーホワイト
身長：161cm。スリーサイズ：B80:W53:H82。
職業：姫
武器：魔法の短剣
能力：異世界の美闘士を召喚する
好きなもの：かわいいもの
嫌いなもの：醜いもの
character created by えぃわ

## 冬の魔王軍

### ハーレムの笛吹き　デスピナ
身長：159cm。スリーサイズ：B91:W57:H86。
職業：吟遊詩人
武器：笛
能力：笛の音色で人の感情や行動を操る
好きなもの：美女
嫌いなもの：ネズミ
character created by 呉マサヒロ

### 冬の魔王　シンデレラ
身長：165cm。スリーサイズ：B91:W59:H85。
職業：魔王
武器：アイス・ハルバード
能力：雪と氷を操る
好きなもの：かぼちゃの冷製スープ
嫌いなもの：熱い料理
character created by サブロー

## 世界設定
以下五十音順

### 国・地域
メルフェアランド
アリシアが迷い込んだ世界。アリシアが元いた殺伐とした世界(レイナ達のいた世界)とは異なり、気持ちのいい日和の夏が永遠に続くのどかな世界である。文明が遅れており住人ものんきで怠け者の連中ばかり(アリシア視点では)だが、魔法を簡単に使う連中がゴロゴロいるらしい。統治者は「裸の女王様」。

### 用語
クイーンズブレイド
冬の魔王を倒せる美闘士を選定するため開催されている不思議の国の闘技会の事。優勝すると同名の剣「クイーンズブレイド」を入手出来るらしく、冬の魔王を止めることが出来るらしい。
水のオーブ
海底王国に伝わる秘宝。ティーナが実家の蔵からくすねてきた。